# Stephen Skinner (Politiker)
Stephen Skinner ist ein US-amerikanischer Politiker der Demokratischen Partei.

## Leben
Skinner studierte Rechtswissenschaften und war nach seinem Studium als Rechtsanwalt tätig. Im November 2012 gelang Skinner als Nachfolger von John Doyle der Einzug als Abgeordneter in das Repräsentantenhaus von West Virginia. 2016 verlor Skinner seine Wiederwahl gegen die republikanische Politikerin Patricia Rucker.